# District d'Ikoma
Le district d'Ikoma (japonais : 生駒郡) est un district de la préfecture de Nara, au Japon.
En 2019, sa population était de 76 306 habitants pour une superficie de 51,3 km2.

## Communes du district
- Ando
- Heguri
- Ikaruga
- Sangō